# Інженерна географія
Інжене́рна геогра́фія — молода наукова і навчальна дисципліна, що формується в межах прикладної (конструктивної) географії.
Інженерна географія як комплексна наука знаходиться у процесі становлення, не має усталених термінологічних визначень, і навіть саме поняття «інженерна географія» різні фахівці трактують по-різному. Більшість вважає, що вона розглядає весь комплекс проблем взаємовідносин суспільства і природи, впливу господарської діяльності на природні комплекси та їх компоненти, включаючи і формування природно-техногенних (геотехнічних) систем. Правильна, аргументована оцінка (прогноз) наслідків цієї взаємодії як в найближчій, так і у віддаленій перспективі, є обов'язковою складовою інженерно-географічних досліджень.
З метою вирішення інженерно-географічних завдань виокремлюють два методологічних підходи:
1) комплексна інженерна оцінка ПТК і окремих компонентів з точки зору їх впливу на діяльність людини і реакцій на цю діяльність, включаючи їх подальшу трансформацію та еволюцію. У цьому руслі формуються інженерно-географічні дисципліни (інженерна геоморфологія, інженерна геологія, інженерна геодезія, інженерне ландшафтознавство тощо) і розробляються рекомендації щодо вирішення приватних прикладних завдань;
2) узагальнення знань про характер і напрямки змін природного середовища під впливом виробничої діяльності людини, про формування геотехнічних систем і про прогноз їх функціонування в майбутньому. У цьому напрямку утворилися такі галузеві (синтетичні) дисципліни, як геоекологія (включаючи і геоекспертизу), географічне прогнозування, меліоративна географія.

### Російською
1. (рос.) Аношко В. С. Инженерная география с основами прогнозирования: учебное пособие для студентов географических специальностей вузов. — Минск: БГУ, 2002. — 211 с.